# Геленіт

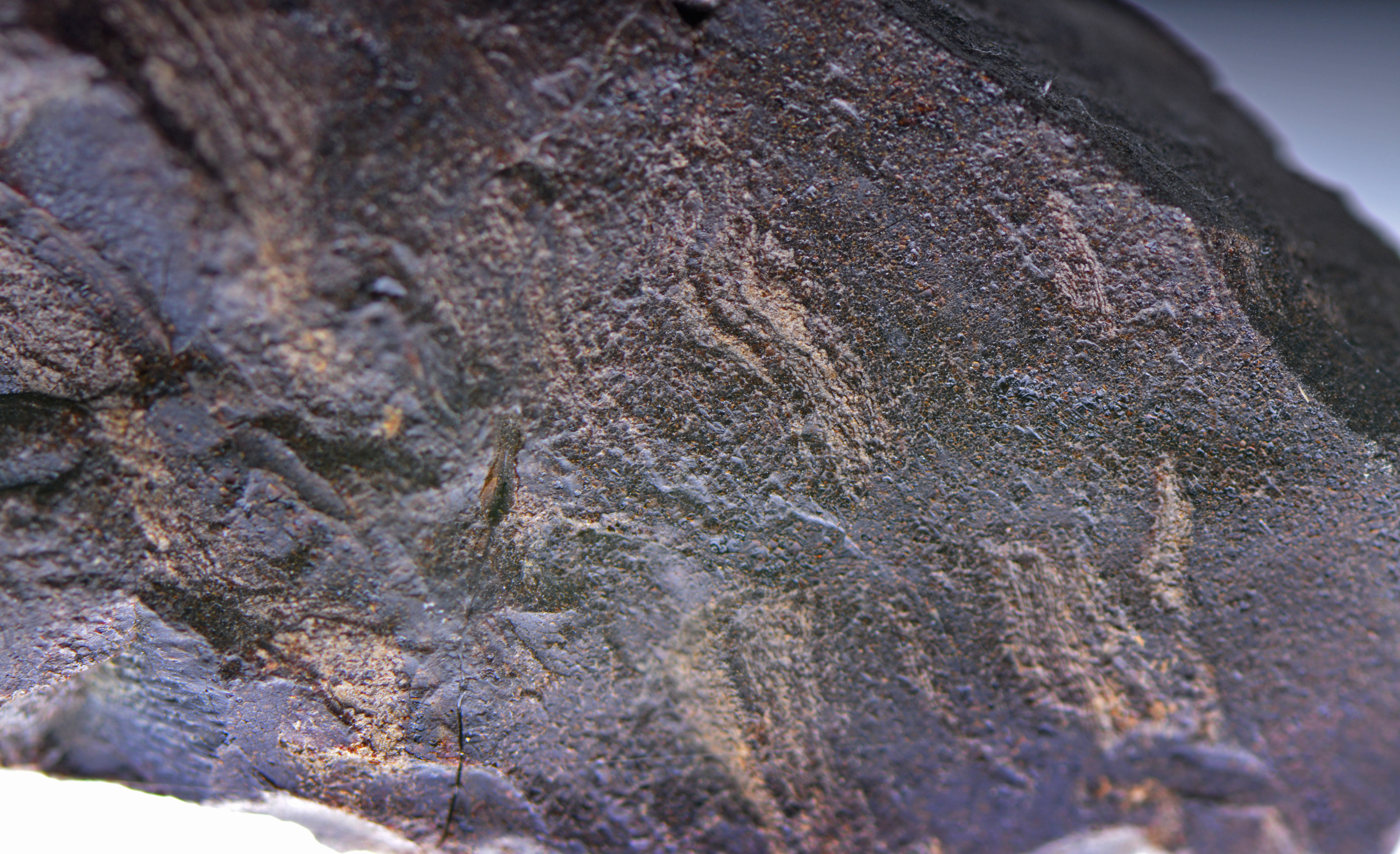
Золотисті прожилки — геленіт.

Гелені́т (рос. геленит, англ. helenite, нім. Helenit m) — відміна озокериту золотисто-жовтого кольору; за назвою шахти «Гелена», Борислав, Україна.
Не плутати з Ґеленітом.